# Eupithecia jejunata
Eupithecia jejunata là một loài bướm đêm trong họ Geometridae.